# تشيستر جيلز
تشيستر جيلز (بالإنجليزية: Chester Gillis)‏ هو عالم عقيدة أمريكي، ولد في 20 يوليو 1951.